# Francisco José Martínez

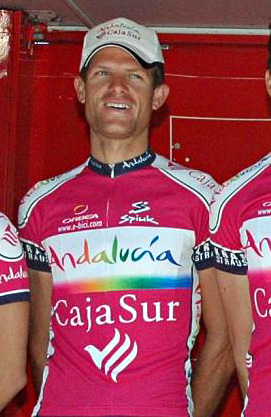
Francisco José Martínez.

Francisco José Martínez Pérez (Churriana de la Vega (Granada, 14 de mayo de 1983) es un ciclista profesional español, profesional desde 2005.
No ha logrado victorias como profesional, siendo sus mayores logros la clasificación de la montaña en la Clásica de los Puertos y de las metas volantes en el Circuito de Guecho en el 2006.

## Palmarés
No ha conseguido victorias como profesional.

## Equipos
- Andalucía (2005-2009)
  - Andalucia-Paul Versan (2005-2006)
  - Andalucía-Cajasur (2007-2009)